# Пиццо, Паоло
Паоло Пиццо (итал. Paolo Pizzo, род. 4 апреля 1983 года, Катания, Италия) — итальянский фехтовальщик на шпагах, серебряный призёр Олимпийских игр 2016 года в командной шпаге, двукратный чемпион мира, двукратный серебряный призёр чемпионатов Европы.

## Биография
Паоло Пиццо родился 4 апреля 1983 года в центре Сицилии — городе Катания. Он начал заниматься фехтованием в семь лет, хотя до этого он пробовал себя в футболе и волейболе. В тринадцать лет Паоло перенёс тяжёлое онкологическое заболевание — опухоль головного мозга. Итальянец прошёл курс восстановления и вернулся в большой спорт только в 2009 году .
В 2011 году Паоло произвёл великолепное впечатление на домашнем чемпионате мира: он стал чемпионом мира в личном первенстве . Итальянец после блестящего выступления на первенстве планеты вошёл в состав на Олимпийские игры в Лондоне. Командного турнира на Олимпиаде представлено не было, а в личном первенстве Паоло дошёл до 1/4 финала, где он уступил будущему чемпиону Игр, представителю Венесуэлы Рубену Лимардо, со счётом 12:15 .
В 2014 году итальянский фехтовальщик завоевал «серебро» на чемпионате Европы в личном первенстве .
В 2016 году Паоло в составе итальянской команды выиграл серебряную медаль на европейском чемпионате .
В 2017 году итальянец стал двукратный чемпионом мира в личном первенстве.

## Лучшие результаты

### Олимпийские игры
- Серебро — Олимпийские игры 2016 (Рио-де-Жанейро, Бразилия) (команды)

### Чемпионаты мира
- Золото — чемпионат мира 2011 года (Катания, Италия)
- Золото — чемпионат мира 2017 года (Лейпциг, Германия)

### Чемпионаты Европы
- Серебро — чемпионат Европы 2014 года (Страсбург, Франция)
- Серебро — чемпионат Европы 2016 года (Торунь, Польша) (команды)
- Серебро — чемпионат Европы 2017 года (Тбилиси, Грузия)